# Eumarcia
Eumarcia је род морских шкољки из породице Veneridae, тзв, Венерине шкољке.

## Врсте
Према WoRMS
- Beu, 1970 †
- (G. B. Sowerby II, 1853)
- Marwick, 1927 †
- (Suter, 1917) †
- (Holten, 1802)
- Marwick, 1927 †

- Marwick, 1948 † прихваћена као Atamarcia healyi (Marwick, 1948) † (оригинална комбнација)
- Marwick, 1927 † птихваћена као Atamarcia sulcifera (Marwick, 1927) †